# Gas Connect Austria
Die Gas Connect Austria GmbH (bis Ende 2011 OMV Gas GmbH) mit Sitz in Wien ist ein Fernleitungsnetzbetreiber und Verteilernetzbetreiber und zu 51 Prozent im Eigentum des österreichischen Elektrizitätsversorgungsunternehmen Verbund. Das Unternehmen beschäftigt ca. 280 Mitarbeiterinnen und Mitarbeiter und ist an 6 Standorten in Wien, Niederösterreich und Oberösterreich vertreten. Kerngeschäft des Unternehmens sind die Vermarktung von grenzüberschreitenden Transportkapazitäten und die Bereitstellung von Kapazitäten für im Inland benötigtes Erdgas. Zudem ist Gas Connect Austria als Betreiber eines rund 900 Kilometer langen Erdgashochdruckleitungsnetzes für dessen sicheren Betrieb verantwortlich. Entlang des Leitungssystems befinden sich 5 Verdichterstationen, 56 Mess- und Übergabestationen und über 100 Übergabemesspunkte. Das Pipelinenetz von Gas Connect Austria beinhaltet für den grenzüberschreitenden Gastransport die Fernleitungen West-Austria-Gasleitung (WAG), Süd-Ost-Leitung (SOL), Hungaria-Austria-Gasleitung (HAG), Penta-West (PW), die March-Baumgarten-Gasleitung (MAB) und die Kittsee-Petrzalka-Gasleitung (KIP). Die Verteilerleitungen von Gas Connect Austria, das sogenannte Primärverteilungssystem (PVS), besteht aus rund 40 einzelnen Leitungen und dient der Inlandsversorgung.

## Hintergrund
Gas Connect Austria wurde im Oktober 2001 im Zuge der Liberalisierung des europäischen Gasmarktes als OMV Erdgas GmbH aus dem OMV-Konzern ausgegründet. Sie war anfangs für die Bereiche Beschaffung, Handel, Transport und Speicherung von Erdgas in Österreich verantwortlich. Im Oktober 2002 übersiedelte die OMV Erdgas GmbH in den floridotower in Wien-Floridsdorf, damit wurde auch die räumliche Trennung zum Mutterkonzern vollzogen. Im Mai 2004 erfolgte die Umbenennung in OMV Gas GmbH. Die Bereiche Beschaffung und Handel wurden 2006 in die neu gegründete OMV Gas International GmbH ausgegliedert; das Speichergeschäft wurde 2010 ausgelagert und als eigenständige Gesellschaft unter dem Namen OMV Gas Storage GmbH fortgeführt.
Im Oktober 2011 wurde das neue österreichische Gaswirtschaftsgesetz im Parlament beschlossen. Es basiert auf dem 3. EU-Energiepaket und schreibt integrierten Energiekonzernen wie der OMV die vollständige Trennung des Netzbetriebes von Handel und Produktion vor – die Schaffung sogenannter Independent Transmission Operators (ITO). Die neue Gesetzeslage erforderte eine klare Abgrenzung nach außen durch einen neuen eigenständigen Unternehmensauftritt. In Folge wurde die OMV Gas GmbH im Jänner 2012 in Gas Connect Austria umbenannt.
Im April 2012 wurde Gas Connect Austria als Marktgebietsmanager für das Marktgebiet Ost benannt und ist in dieser Rolle für den koordinierten Erdgastransport in Österreich verantwortlich. Das Unternehmen hatte diese Funktion bis zum 31. Mai 2017 inne. Darüber hinaus zertifizierte die österreichische Regulierungsbehörde E-Control im Juli 2012 Gas Connect Austria als unabhängigen Fernleitungsnetzbetreiber (Independent Transmission Operator – ITO).
Im Zuge der von der EU geforderten Entflechtung der österreichischen Fernleitungsnetzbetreiber wurde die Trans-Austria-Gasleitung (TAG) im September 2014 von Gas Connect Austria in die neu errichtete, österreichische Trans Austria Gasleitung GmbH eingebracht, welche diese Gasleitung seitdem eignet und betreibt. Parallel dazu wurde die Baumgarten-Oberkappel-Gasleitungsgesellschaft mit Gas Connect Austria verschmolzen. OMV gab im Oktober 2015 bekannt, im Jahr 2016 bis zu 49 % ihrer Beteiligung an Investoren zu verkaufen. Im Dezember 2016 wurde der Verkauf von 49 % an ein Konsortium bestehend aus Allianz und der italienischen Snam abgeschlossen. Im März 2020 gab OMV bekannt, die verbliebenen Mehrheitsanteile an Gas Connect Austria an die Verbund AG verkaufen zu wollen. Im September 2020 wurde der Transaktionsvertrag zwischen den beiden Unternehmen abgeschlossen, seit 31. Mai 2021 ist die Verbund AG mit 51 % der Mehrheitseigentümer von Gas Connect Austria.
2023 hat das Unternehmen Pläne zum Ausbau der West-Austria-Gasleitung bekannt gegeben. Der geplante 40 km lange Leitungsabschnitt zwischen Oberkappel und Bad Leonfelden dient der Erhöhung der Transportkapazitäten von Nord-West-Europa nach Österreich und soll neben Erdgas künftig auch den Transport von Wasserstoff ermöglichen. Gas Connect Austria ist mit dem Projekt „H2 Backbone WAG + Penta West“ Transportverbindungen mit Nord- und Osteuropa, etwa im Rahmen der „H2 EU + Store“ Initiative und ist an der Entwicklung des südlichen Wasserstoff-Korridors „SoutH2 Corridor“ beteiligt. Dieser soll es künftig ermöglichen, Wasserstoff von Nordafrika über das Mittelmeer nach Europa zu importieren. Das Vorhaben wurde 2023 von der Europäischen Kommission in die Liste der Projects of Common Interest aufgenommen und hat den Status als PCI-Projekt erhalten. Der PCI-Status ermöglicht Projektbetreibern den Zugang zu öffentlichen Förderinstrumenten für die Umsetzung ihrer Vorhaben. Daher erhalten ausschließlich Infrastrukturprojekte den Status, die zur Vollendung des europäischen Energiebinnenmarkts und der Erreichung der energie- und klimapolitischen Ziele der Europäischen Union beitragen sollen.
Im November 2024 wurde bekanntgegeben, dass Valerie Hackl mit 1. Jänner 2025 Harald Stindl als Geschäftsführerin nachfolgen soll. Damit bildet Valerie Hackl gemeinsam mit Stefan Wagenhofer, der die Position bereits seit 2011 innehat, die neue Geschäftsführung von Gas Connect Austria.

## Gasverteilstation Baumgarten

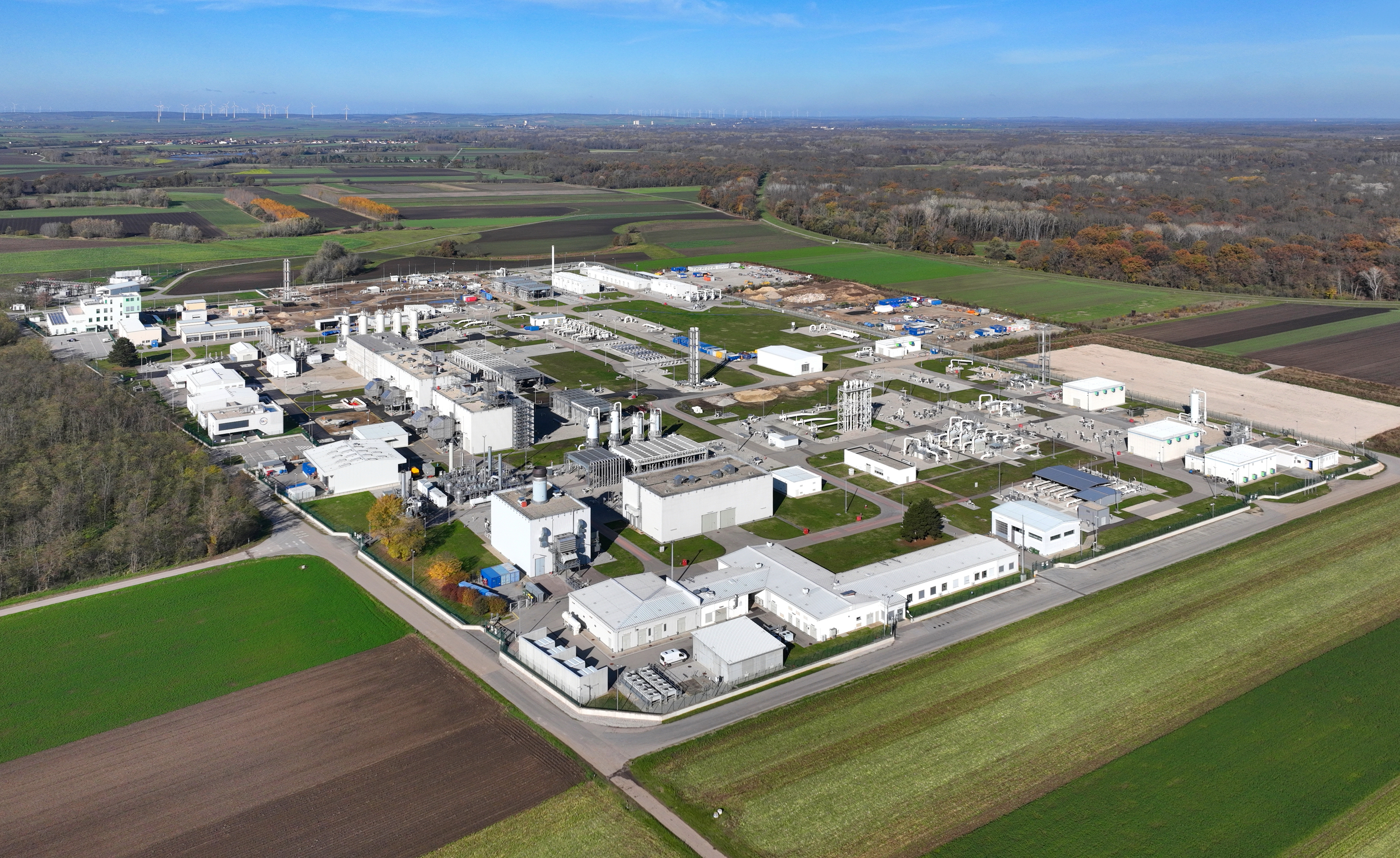
Gasverteilstation Baumgarten

Ein großer Knotenpunkt der österreichischen Gasversorgung ist die Station von Gas Connect in Baumgarten, die für die Versorgung Österreichs und großer Teile Europas von Bedeutung ist. Dort wird Erdgas aus Russland, Norwegen und anderen Ländern übernommen und nach Deutschland, Frankreich, Italien, Slowakei, Ungarn, Slowenien und Kroatien weiterverteilt. 2015 wurden über die Station Baumgarten 40 Milliarden Kubikmeter Gas verteilt. Am 12. Dezember 2017 kam es in der Verdichteranlage zu einer Explosion mit Großschadensfall. Bei der Inbetriebnahme eines neu installierten Filterseparators löste sich die Verschlusskappe und prallte mit großer Wucht gegen einen anderen Anlagenteil und beschädigte diesen. Durch Entzündung von ausströmenden Gas kam es an den zwei Austrittsstellen zu einem Gasbrand. Dabei wurde ein TÜV-Techniker getötet und bis zu 22 weitere teils schwer verletzt. Mehrere Gebäude fingen Feuer, aufgrund der Hitzeentwicklung wurden entfernt parkende Autos beschädigt. Der Sachschaden wurde laut Justiz mit etwa 50 Millionen Euro beziffert. Gutachter stellten später fest, dass der Sicherungsbolzen der Verschlusskappe nicht ordnungsgemäß angebracht war. Als die Anlage unter Druck gesetzt wurde, passierte das Unglück, bei der der TÜV-Techniker starb. Als Folge wurde der Gastransit in Richtung Westen (Deutschland), Süden (Italien, Slowenien) und Südosten (Ungarn, Slowakei) für einige Stunden unterbrochen. Dies sorgte für Engpässe in Ungarn, der Slowakei, Großbritannien und Italien, teilweise stieg auch der Gaspreis bei Tagesgeschäften. Die Überspeisekapazität von der Fernleitung in das Verteilergebiet stand ab April 2018 wieder uneingeschränkt zur Verfügung. Die zuständige Staatsanwaltschaft ermittelte wegen grob fahrlässiger Gemeingefährdung und führte im März 2018 eine Tatortrekonstruktion durch.
Im November 2021 begann der Strafprozess am Landesgericht Korneuburg gegen 12 Personen wegen fahrlässiger Herbeiführung einer Feuersbrunst mit Todesfolge. Gegen vier Unternehmen, welche die Beschuldigten beschäftigen, beantragte die Staatsanwaltschaft Geldbußen. Der Strafantrag stellte fest, dass eine mangelhafte Sicherheitskultur und unklare Verantwortlichkeiten vermutlich die Ursache der Explosion waren. Am 18. Mai 2022 ergingen am Landesgericht Korneuburg als 1. Instanz 5 Schuldsprüche, 4 von 12 angeklagten Personen wurden zu bedingte Haftstrafen im Ausmaß von jeweils zehn Monaten verurteilt. Alle Urteile sind nicht rechtskräftig. Acht der zwölf Beschuldigten wurden freigesprochen. Eine Lieferfirma wurde zu 125.000 € Schadensersatz verurteilt.